# جوآن گود
جوآن گود (انگلیسی: Joanne Goode؛ زادهٔ ۱۷ نوامبر ۱۹۷۲) بدمینتون‌باز اهل بریتانیا است.